# Moskwitsch-2138
Der Moskwitsch-2138 (russisch Москвич-2138) ist ein Personenwagen des sowjetischen Herstellers Awtomobilny Sawod imeni Leninskowo Komsomola (kurz AZLK, bekannt durch die Verwendung des Markennamens Moskwitsch), der von 1976 bis 1988 in Serie gebaut wurde. Er ist der Nachfolger des Moskwitsch-408 und verwendet dessen Motor und Getriebe. Die Karosserie und weitere Komponenten sind baugleich mit denen des stärkeren Moskwitsch-2140. 1988 wurde die Produktion ersatzlos eingestellt.
Unter der Bezeichnung Moskwitsch-2136 (russisch Москвич-2136) wurde im gleichen Zeitraum eine Version als Kombi gebaut.

## Fahrzeuggeschichte
Das Moskwitsch-Werk war von politischer Seite Mitte der 1970er-Jahre angehalten, die beiden Modelle Moskwitsch-408 und Moskwitsch-412 durch modernere Konstruktionen zu ersetzen. Mit dem Moskwitsch Serie S und dem Moskwitsch Serie 3-5 wurden auch entsprechende Prototypen gefertigt, allerdings reichten die finanziellen Mittel nicht aus, um eine neue Serienfertigung aufzubauen. Aus diesem Grund entschloss man sich zu einer Modernisierung der vorhandenen Modelle. Im gleichen Zuge wurden die Modellbezeichnungen auf das neue Bezeichnungssystem von 1966 umgestellt. Die Serienfertigung begann 1976.
Um Geld und Zeit einzusparen, wurde die Karosserie des Vorgängers nahezu vollständig für die neuen Fahrzeuge übernommen, lediglich Anbauteile wie Lampen und Kühlergrill wurden geändert. Optisch gibt es zwischen dem Moskwitsch-2138 und dem höher motorisieren Moskwitsch-2140 keine Unterschiede. Lediglich eine Plakette am Fahrzeugheck bezeichnet den Hubraum, beim Moskwitsch-2138 mit 1360 und beim Moskwitsch-2140 mit 1500. Die Produktionskapazitäten für den Moskwitsch-2138 lagen bei etwa 20.000 Exemplaren pro Jahr.
Der Moskwitsch-2138 war bereits bei Einführung mit 50 PS (37 kW) untermotorisiert. Dieses Problem war auch bekannt, allerdings reichte die Stückzahl der 1500-cm³-Motoren für die Fertigung des stärkeren Modells nicht aus. Erschwerend kam hinzu, dass Ischmasch den Moskwitsch-412 nach dem Produktionsende in Moskau weiter fertigte und dafür ebenfalls entsprechende Motoren benötigte. Aus diesem Grund wurde der 1360-cm³-Motor auch weiterhin gebaut, obwohl er technisch veraltet war. Die schwächere Motorisierung und das noch vom Moskwitsch-408 übernommene Getriebe brachten verschiedene Nachteile mit sich. Zum einen lag die Höchstgeschwindigkeit des Wagens bei nur etwa 120 km/h, also 20 km/h weniger als beim Moskwitsch-2140. Zum anderen lag der Verbrauch deutlich höher.
Wesentliche Modernisierungen gegenüber der Vorgängergeneration gab es beim Moskwitsch-2138 am Bremssystem. Die vorderen Trommelbremsen wurden durch Scheibenbremsen ersetzt. Außerdem wurde ein zweiter Bremskreis hinzugefügt. Eine ganze Reihe von Kugellagern und Gelenken wurde gekapselt ausgeführt, sodass sie über die Lebensdauer hinweg nicht mehr nachgeschmiert werden mussten. Dadurch verringerte sich der Wartungsaufwand erheblich. Die vorderen Sitze erhielten zusätzlich Kopfstützen. 1982 entfielen die Ausstellfenster an den vorderen Türen. 1988 stoppte das Gorkowski Awtomobilny Sawod die Produktion des schwächeren Motors, damit musste auch die Produktion des Moskwitsch-2138 eingestellt werden. Ein Nachfolger wurde nicht entwickelt. Im Vergleich zum Moskwitsch-2140 ist das Fahrzeug heute selten geworden.
Der Moskwitsch-2138 wurde in keinen nennenswerten Stückzahlen in die DDR importiert, dagegen sah man ihn häufiger in Bulgarien und der ČSSR. Dort trugen die Fahrzeuge zumindest teilweise Embleme mit der Aufschrift „Moskvich 1360“ am Heck. In Bulgarien gab es auch ein Montagewerk für den Moskwitsch-2138 in Lowetsch, wo beispielsweise für 1978 ein Produktionsumfang von 15.300 Einheiten geplant war.

## Modellvarianten
Vom Moskwitsch-2138 wurden verschiedene Versionen gebaut, wobei es zwei unterschiedliche Karosserietypen gab.
- Moskwitsch-2138 – Grundmodell mit Limousinenkarosserie, gebaut von 1976 bis 1988.
- Moskwitsch-21381 – Zum Transport von medizinischem Personal und Material, zum Beispiel um Hausbesuche bei Patienten durchzuführen.
- Moskwitsch-2136 – Grundmodell mit Kombikarosserie.
- Moskwitsch-2733 – Version als geschlossener Kastenwagen mit lediglich zwei Türen. Die hinteren Fenster der Kombikarosserie wurden verblecht und die Rückbank entfernt.

## Technische Daten
Für die Limousine Moskwitsch-2138, soweit bekannt.
- Motor: Vierzylinder-Ottomotor
- Motortyp: MZMA-408
- Leistung: 50 PS (37 kW) bei 4750 min−1
- Hubraum: 1358 cm³
- Bohrung: 76 mm
- Hub: 75 mm
- Verdichtung: 7,0:1
- Drehmoment: 91 Nm bei 2750–3200 min−1
- Treibstoff: Benzin mit (mindestens) 76 Oktan
- Verbrauch: 8,8 l/100 km bei konstanten 80 km/h
- Tankinhalt: 46 l
- Vergaser: Typ K-126P
- Zündfolge: 1–3–4–2
- Getriebe: handgeschaltetes Viergang-Getriebe mit Rückwärtsgang, erster Gang unsynchronisiert
- Höchstgeschwindigkeit: 122 km/h
- Beschleunigung: von 0 auf 100 km/h in 30 s
- Bremsweg: 42,6 m aus 80 km/h
- Bordspannung: 12 V
- Antriebsformel: 4×2 (Hinterradantrieb)

Abmessungen und Gewicht
- Länge: 4250 mm
- Breite: 1550 mm
- Höhe: 1480 mm
- Radstand: 2400 mm
- Spurweite vorne: 1270 mm
- Spurweite hinten: 1270 mm
- Bodenfreiheit: 173 mm
- Wendekreis: 11,4 m
- Reifendimension: 6,45–13″
- Leergewicht: 1080 kg (Kombi: 1120 kg), Wert schwankt über die Bauzeit leicht
- Zuladung: 4–5 Personen + 50 kg Gepäck
- zulässiges Gesamtgewicht: 1480 kg (Kombi: 1520 kg)
- Anhängelast: 300 kg ungebremst, 600 kg gebremst
- Achslast vorne: 682 kg
- Achslast hinten: 798 kg